# Ayumi Kaihori
Ayumi Kaihori (海堀あゆみ, Kaihori Ayumi, nascida em 4 de setembro de 1986, em Nagaokakyo) é uma futebolista japonesa que atua como goleira. Atualmente defende o INAC Kobe Leonessa.

## Carreira
Kaihori fez parte do elenco da Seleção Japonesa de Futebol Feminino, nas Olimpíadas de 2008 e 2012. E nos mundiais de 2011 e 2015.

## Títulos
Japão
- Mundial: 2011